# Noctua brunnea
Noctua brunnea là một loài bướm đêm trong họ Noctuidae.